# Max Götze
Max Richard Paul Götze (13 de octubre de 1880-29 de octubre de 1944) fue un deportista alemán que compitió en ciclismo en la modalidad de pista. Participó en los Juegos Olímpicos de Londres 1908, obteniendo una medalla de plata en la prueba de persecución por equipos.

## Medallero internacional
| Juegos Olímpicos | Juegos Olímpicos      | Juegos Olímpicos | Juegos Olímpicos        |
| Año              | Lugar                 | Medalla          | Competición             |
| ---------------- | --------------------- | ---------------- | ----------------------- |
| 1908             | Londres (Reino Unido) | Medalla de plata | Persecución por equipos |